# Castello di Carnano

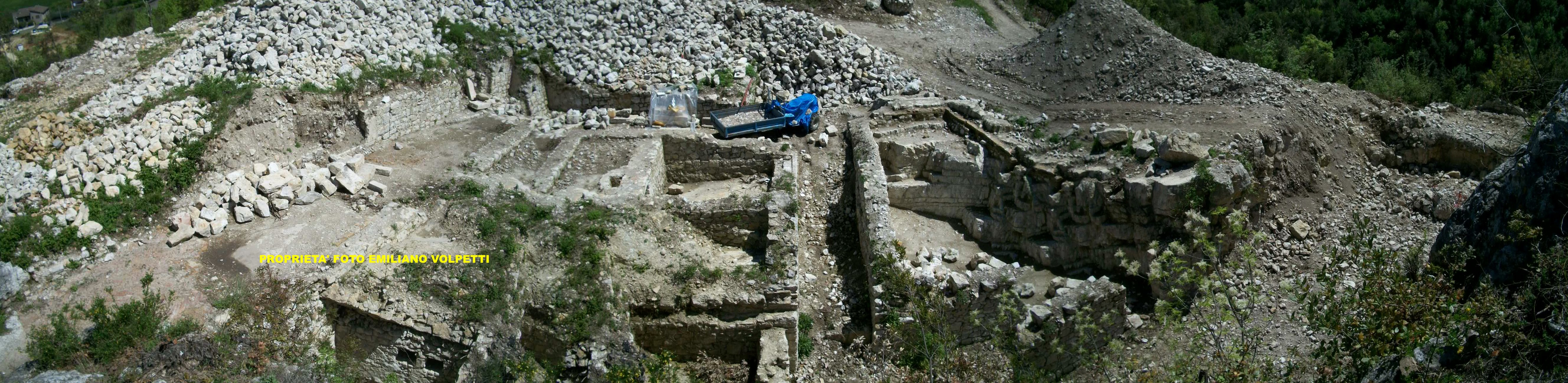
Aprile 2009, rintracciamenti in corso da parte del Volpetti. Individuate le strutture in foto a - 10 metri dal livello campagna del costone roccioso. Sulla destra si comincia a vedere il fossato difensivo. Successivamente è stato rinvenuto il rivellino (dove poggiava il ponte elevatoio) per l'accesso dal castello alla rocca. Sulla sinistra si possono vedere alcune strutture che appartenevano al corpo di guardia.

Il castello di Carnano è un castello nella località omonima nel comune di Montecchio (TR), limitrofa alla frazione di Tenaglie di cui territorialmente fa parte (fino al 1948 fu sotto il comune di Baschi).

## Storia
Fu costruito dalla signoria dei conti Baschi a guardia del versante dei monti della loro contea, che aveva come base il castello Baschi della Teverina, divenuto oggi l'odierno comune di Baschi.
Il periodo più antico, dal V secolo alla fine del IX secolo, vede l'utilizzo di fossati, steccati e antemurali che difendono le torri, realizzate in pietra nella parte inferiore e aventi la parte superiore interamente o in parte lignea.
La tipologia di queste torri rientra in quelle presenti alla guardia dei confini del limes romano tardoantico e, successivamente a livello cronologico e territoriale, alle torri punto di difesa del cosiddetto corridoio bizantino, che univa Roma all'Esarcato di Ravenna, capitale della Penthapoli nel corso del VI secolo.
È probabile che ci troviamo a parlare di una torre di avvistamento e segnalazione per difendere e controllare il territorio dei bizantini, o greci, come li definisce nel VI secolo lo storico bizantino Procopio di Cesarea nel De bello Gothico.
Altri elementi possono essere dedotti dalla Historia Langobardorum, scritta nell'VIII secolo dallo storico longobardo Paolo Diacono.
Dagli inizi dal X secolo all'XI, con la pressione esercitata dai Longobardi sul caposaldo fortificato bizantino di Ameria (oggi Amelia), che aveva il controllo della importante via Amerina, arriviamo a Carlo Magno e il Sacro Romano Impero, con Ottone I e le donazioni dell'Impero alla Chiesa, alle investiture e alle lotte tra le varie famiglie.
Il castello di Carnano compare su due mappe cinquecentesche. Nella stampa del 1583 di Ignazio Danti dedicata a Monaldo Monaldeschi, il castello di Carnano compare nella sua interezza, mura di cinta e mastio. Nella pianta del 1585 dell'Archivio Comunale di Todi (Tav. 178, Fon. Dis/Piante. inv. 1991), compare l'immagine del castello di Carnano "scaricato", ossia diroccato a seguito del saccheggio del popolo di Tenaglie e di Montecchio.
Le campane della chiesa di S. Maria, all'interno del castello, furono sottratte dai montecchiesi, i quali le apposero nel campanile della Chiesa del Carmine, in piazza Garibaldi. Negli anni cinquanta tale chiesa fu demolita per far spazio ai giardini comunali, e delle campane di Carnano non si ebbe più traccia.
Il 17 dicembre 2007, dopo 400 anni di abbandono, un piano di recupero è stato predisposto per il completo recupero ed uso del maniero (Fonte Comune di Montecchio Ufficio Edilizia) redatto grazie ad Emiliano Volpetti che finanziò e partecipò in prima persona ai rintracciamenti architettonici ed archeologici, ai rilievi e agli studi bibliografici e delle fonti.
La roccaforte e l'annesso castello è divenuta famosa per esser stata visitata da san Francesco di Assisi e ove, secondo tradizione, decise di fondare il Terz'Ordine Francescano. Tradizione confermata anche dalle edizioni più tardive dei Fioretti. Nelle trascrizioni al posto di Carnaro ed anche "Carmano" fu scritto Cannaia (Cannara), un piccolo paesino rurale ai piedi di Assisi, perché nessuno riuscì a scoprire realmente il luogo umbro "Carnano" il cui castello scomparve dalle mappe alla fine del 1500.
Il castello Baschi di Carnano è dal 1999 di proprietà di Emiliano Volpetti, discendente della notabile famiglia Volpetti dell'Umbria, famosa per le botteghe del gusto capitoline dal 1870, originata in Valnerina presso Nortosce nel Comune di Cerreto di Spoleto (Pg).

## Collocazione
Il castello, posto in una posizione dominante il territorio, è composto dalla rocca dove era situata la dimora o residenza del signore, e da una svettante e massiccia torre (o mastio), quasi un vero e proprio dongione (donjon), posta sul punto più alto, da dove si poteva controllare a vista tutto quello che avveniva intorno e su diversi lati, in direzione dei domini adiacenti: Orvieto, Todi, Amelia, i territori verso Viterbo e Montefiascone, dai quali era separata e contemporaneamente unita dalla viabilità fluviale, ottenuta mediante la navigabilità del fiume Tevere.

## Descrizione
Tutto l'impianto della Roccaforte e del castello sono di tipo difensivo militare e fu scoperto dopo lunghi studi da Emiliano Volpetti nel 1999. Da un piccolo brano di mura emergenti dal terreno e dal rudere dell'abside della chiesa completamente mangiati dal bosco durante i secoli (per questi motivi la Rocca e il castello non furono più riportati nelle cartografie) il Volpetti con una campagna di saggi e scavi archeologici ha riportato alla luce tutto il sedime della poderosa roccaforte con castello che si estende su un ettaro. Il Volpetti ha rintracciato sino all'anno 2012 circa il 95% dei manufatti edilizi storici che risultavano completamente interrati dai 5 ai 10mt sotto il livello del piano campagna. È riuscito a rintracciare gli ingressi, i portali, i sotterranei, molte stanze con i pavimenti originali del XIII secolo, le cripte della chiesa, il rivellino del ponte elevatoio, i bastioni, il cassero avanzato con gli alloggi nobiliari ecc...
Sottostante il mastio, nel versante del castello, vi era un nucleo di edifici per le abitazioni delle famiglie degli inservienti, dei soldati, la cappella, i magazzini, i forni, le carbonaie, le stalle, i corpi di guardia e tutti gli altri servizi di castellanza.
Le caratteristiche strutturali e tecniche delle varie parti di questo castello fortificato seguirono i progressi dell'arte militare: si passò così dalle nude muraglie merlate della prima struttura architettonica feudale, alle ben studiate disposizioni difensive dei castelli dal XIII al XV secolo, dominati dall'alta mole del mastio, coronati dalla serie delle merlature su caditoie del cammino di ronda aggettante, protetti dalle robuste torri distribuite nei punti più salienti.
In questi già complessi e vasti organismi, il palazzo del signore di Baschi, con i fabbricati annessi, prese importanza e aspetto di dimora principesca e, pur conservando all'esterno le disposizioni necessarie per la difesa e la sicurezza degli abitanti, si arricchì, nell'interno, di cortili e di sale dalle amene architetture e leggiadre decorazioni. Vi sono segni evidenti delle ultime manipolazioni eseguite nel XVI secolo, probabilmente ad opera dei due facinorosi fratelli Baschi di Carnano, Attilio e Flaminio, dove il castello comincia a perdere il duplice carattere di fortezza e di dimora signorile ponendosi sotto forma di fastosa dimora nobiliare.
La poderosa struttura non ha fondazioni, poggia direttamente sul banco di roccia ed è difesa più in basso dalla vigorosa cintura difensiva consistente nelle possenti murature realizzate a blocchi lavorati e squadrati, unitamente a conci in pietra sbozzati di varie forme e dimensioni.
Queste opere murarie delimitavano il perimetro del complesso militare e civile cingendolo tutto intorno, ad eccezione dei punti dove era difeso naturalmente verso la valle da precipizi.
All'interno, sono visibili le tracce delle abitazioni, delle cisterne, i resti della pavimentazione, i sotterranei dell'antico borgo, il cassero appartenuto ai conti di Baschi e le interessanti strutture architettoniche romaniche superstiti, riferibili al complesso religioso della chiesa medievale dedicata a santa Maria.
L'arco cronologico del complesso, per quanto riguarda le fonti storiche e d'archivio, copre un periodo che dal XII secolo arriva al XVI secolo: l'ultimo quarto del 1500 rappresenta il momento dell'abbandono definitivo.
Emiliano Volpetti nel 2010 ha voluto rendicontare tutto il rintracciamento e il sedime del castello e della rocca (dissepolti dopo 4 secoli), mediante un attento rilievo topografico fatto realizzare dal Geom. Stefano Materazzini di Allerona e dall'Arch. Pier Luigi Venanzi di Terni.